# Tanville
Tanville är en kommun i departementet Orne i regionen Normandie i nordvästra Frankrike. Kommunen ligger i kantonen Sées som tillhör arrondissementet Alençon. År 2022 hade Tanville 228 invånare.

## Befolkningsutveckling
Antalet invånare i kommunen Tanville
| Referens: INSEE |